# Marlow Heights
Marlow Heights és una concentració de població designada pel cens dels Estats Units a l'estat de Maryland. Segons el cens del 2000 tenia 6.059 habitants.

## Demografia
Segons el cens del 2000, Marlow Heights tenia 6.059 habitants, 2.316 habitatges, i 1.588 famílies. La densitat de població era de 1.135,6 habitants per km².
Dels 2.316 habitatges en un 35,1% hi vivien nens de menys de 18 anys, en un 35,9% hi vivien parelles casades, en un 26,2% dones solteres, i en un 31,4% no eren unitats familiars. En el 24,4% dels habitatges hi vivien persones soles el 3,9% de les quals corresponia a persones de 65 anys o més que vivien soles. El nombre mitjà de persones vivint en cada habitatge era de 2,61 i el nombre mitjà de persones que vivien en cada família era de 3,09.
Per edats la població es repartia de la següent manera: un 27,7% tenia menys de 18 anys, un 9,6% entre 18 i 24, un 31,9% entre 25 i 44, un 22,8% de 45 a 60 i un 8% 65 anys o més.
L'edat mediana era de 34 anys. Per cada 100 dones de 18 o més anys hi havia 77,3 homes.
La renda mediana per habitatge era de 46.995 $ i la renda mediana per família de 52.875 $. Els homes tenien una renda mediana de 33.935 $ mentre que les dones 32.500 $. La renda per capita de la població era de 21.629 $. Entorn del 4,6% de les famílies i el 7,8% de la població estaven per davall del llindar de pobresa.

## Poblacions més properes
El següent diagrama mostra les poblacions més properes.